# Dan McGrath
Dan McGrath es un guionista de televisión estadounidense. Ha escrito episodios de Saturday Night Live, Los Simpson, Mission Hill, Los PJ y King of the Hill.

## Episodios deLos Simpson
McGrath ha escrito los siguientes episodios de Los Simpson:
- Treehouse of Horror IV (escribió "Terror at 5½ Feet" con Greg Daniels)
- Boy-Scoutz N the Hood
- Treehouse of Horror V
- Bart of Darkness